# Галаховы
Галаховы (Голоховы) — дворянские роды.
Род Галаховых разделился на шесть ветвей, из которых только третья внесена в Гербовник:
1. Потомки Ивана Галахова, рязанца, жившего в половине XVII столетия (в гербовник не внесены).
2. Потомки Павла Галахова, жившего около половины XVIII столетия (в гербовник не внесены).
3. Павел Алексеевич Галахов пожалованный в надворные советники (1800) (Герб. Часть XII. № 147).
4. Потомки Ивана Галахова, обер-офицера, сын которого жил (1843 и 1846) (в гербовник не внесены).
5. Галаховы, дворяне Тверской губернии, происходящие из духовного звания (в гербовник не внесены).
6. Галаховы, дворяне Тверской губернии, так же происходящие из духовного звания (в гербовник не внесены)[1][2].

Род записан в VI часть родословной книги Рязанской губернии.

## История рода
В XVI и XVII столетиях Галаховы владели поместьями в Зарайском, Ряжском и Рязанском уездах.
Иван и Андрей Афанасьевичи владели поместьями в Ряжском, Фёдор Гаврилович в Рязанском, Иван и Захар Владимировичи в Зарайском уездах (1590-х). Афанасий Иванович, Родион и Андриан Семёновичи вёрстаны новичными окладами по Рязани (1628). Капитан московских стрельцов Галахов просил о повёрствовании его поместьем (1682).

## Генеалогия
Наиболее известные ветви дворян Галаховых:
1. Потомки Ивана Галахова — «рязанец, жил в половине XVII столетия»
  - Галахов Емельян Иванович - рязанец, засечный голова у Пустотинских ворот Ряжской засеки (1690), Козловский городовой дворянин, поверстан поместным окладом (1697).
  - Галахов, Алексей Дмитриевич (1807—1892) — историк русской литературы, профессор.
  - Галахов, Гаврила Аристархович (1826—1899) — подполковник; четвероюродный брат предыдущего.
2. Потомки Павла Галахова — «жил около половины XVIII столетия»
  - Галахов, Александр Павлович (1739—1798) — полковник; начальник караула, сопровождавшего в Москву пленного Пугачёва. Внесён в III часть родословной книги Нижегородской губернии.
    - Галахов, Павел Александрович (1776—1838) — действительный статский советник[5].
      - Галахов, Александр Павлович (1802—1863) — генерал-лейтенант, генерал-адъютант.
      - Галахов, Сергей Павлович (1806—1878) — тайный советник.

3.  Потомки Ивана Галахова - обер-офицера.
- Галахов Евдоким Иванович - коллежский асессор (1843), помещик Осташковского уезда[1].

## Описание герба
Щит рассечён. В правой золотой части зелёная дубовая ветвь, оконечность части шахматная — чёрно-золотая. В левой червлёной части золотая корона, сквозь неё накрест проходят два золотых меча, остриями вверх, над ними серебряная пятиконечная звезда.
Щит увенчан дворянским коронованным шлемом. Нашлемник: правая согнутая рука в серебряных латах и перчатке держит золотой меч. Намёт справа зелёный с золотом, слева червлёный с золотом.
Примечание: Павел Александрович Галахов в службу вступил в лейб-гвардии конный полк (1782), пожалован в надворные советники (21 сентября 1800), пожалован дипломом на дворянское достоинство (11 января 1805).